# 여인열전
여인열전은 한가람역사연구소 소장이자 역사학자인 이덕일이 쓴 대중 역사서이다. 역사속의 여성들을 업적과 성격을 구분하여 서술했으며, 정난정, 어을우동 등 부정적으로 평가받는 여성들을 재평가하고 있다. 2003년 김영사에서 출판했다.
2009년에는 도서출판 옥당에서 《이덕일의 세상을 바꾼 여인들》이 출간되었는데, 이 책에도 정난정, 어을우동, 강완숙 등을 다루고 있다.

## 참고 문헌
- 이덕일 (2009). 《이덕일의 세상을 바꾼 여인들》. 옥당. ISBN 978-89-961525-2-1.